# Arbolito (Paysandú)
Pour les articles homonymes, voir Arbolito.
Ne doit pas être confondu avec Arbolito (Cerro Largo).
Arbolito est une ville de l'Uruguay située dans le département de Paysandú. Sa population est de 144 habitants.

## Population
| Année | Population |
| ----- | ---------- |
| 1963  | –          |
| 1975  | –          |
| 1985  | –          |
| 1996  | –          |
| 2004  | 144        |

Référence,: